# Darrell D. Baker
Darrell D. Baker est un égyptologue américain, né en 1946.
Il a fait ses études d'égyptologie à l'université de Californie, Los Angeles où il était l'élève d'Alexandre Badawy.
Il est membre de l'American Research Center in Egypt. Il a participé aux fouilles à Mendès pour l'université d'État de Pennsylvanie dirigé par Donald Bruce Redford.

## Publications
- Darrell D. Baker et Jill L. Baker, The Encyclopedia of the Egyptian Pharaohs, vol. I : Predynastic to the Twentieth Dynasty (3300-1069 BC), Bannerstone Press, 11 octobre 2008, 587 p. (ISBN 978-0977409440).